# Euandroblatta propera
Euandroblatta propera är en kackerlacksart som beskrevs av Rehn, J. A. G. 1922. Euandroblatta propera ingår i släktet Euandroblatta och familjen småkackerlackor. Inga underarter finns listade i Catalogue of Life.